# Kloster Prairies
Kloster Prairies (lat. Abbatia Beatae Mariae de Prata; franz. Abbaye Cistercienne Notre-Dame des Prairies) ist eine kanadische Abtei der Trappisten. Das Kloster befand sich von 1892 bis 1978 in Saint-Norbert, Manitoba, südlich Winnipeg angesiedelt war und 1978 nach Holland, Manitoba (südöstlich des Spruce Woods Provincial Park) verlegt wurde.

## Geschichte
Kloster Notre-Dame des Prairies wurde 1892 von Kloster Bellefontaine (als Reaktion auf die Religionsfeindlichkeit der Dritten Republik) südlich von Winnipeg in Saint-Norbert gegründet und 1902 zum Priorat, sowie 1955 zur Abtei erhoben. 1960 erhielt das Kloster Verstärkung aus der Abtei New Melleray. Die Mönche bauten eine landwirtschaftliche Produktionsstätte auf, wichen aber 1978 vor der sie einholenden Verstädterung durch die Provinzhauptstadt Winnipeg in die größere Einsamkeit nach Holland (125 km westlich Winnipeg) aus. Das Kloster ist zweisprachig englisch/französisch.
Die in Saint-Norbert 1983 durch Brandstiftung vernichteten Baulichkeiten sind heute Teil eines Klosterparks (Trappist Monastery Provincial Park/Parc provincial du Monastère-des-Trappistes) und beherbergen ein Kunstzentrum.

### Obere, Prioren und Äbte
- Louis de Bourmont (1893–1906; 1920–1923)
- Jean-Baptiste Gaudin (19061910)
- Théophile Rahard (1911–1913)
- Paul Pelletier (1913–1920)
- Dominique Garant (1923–1936)
- Léonard Saint-Jean (1936–1945)
- Lucien Saint-Pierre (1945–1953)
- Fulgence Fortier (1953–1969)
- Marcel Carbotte (1969–2014)